# NB-IoT
NB-IoT (o Narrow Band IoT, acrònim anglès d'Internet de les coses de banda estreta) és estàndard de tecnologia sense fils LPWAN (xarxa d'àrea extensa i baixa potència) que ha estat desenvolupada amb l'objectiu de connectar gran nombre de dispositius usant bandes de telecomunicacions cel·lulars. NB-IoT és una tecnologia de transmissió de banda estreta amb aplicacions de l'Internet de les coses. Fou estandarditzada per la unió d'organitzacions d'estàndards 3GPP.

## Propietats de NB-IoT
- Banda estreta en freqúêncies propietàries (no són bandes ISM lliures)
- Tecnologia oberta definida per 3GPP.
- Baixa velocitat de transmissió.
- Baix consum d'energia i llarga vida de les bateries.
- Cobertura d'interior d'edificis.
- Gran nombre de dispositius.

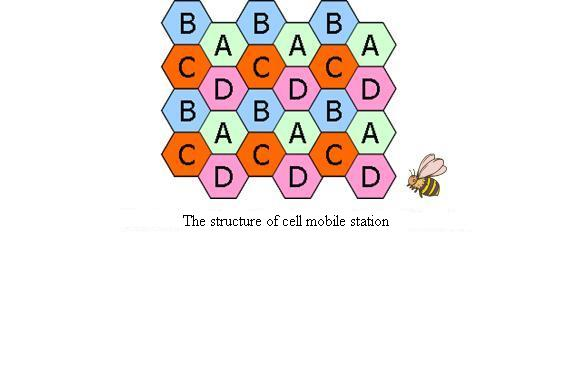
Fig. 1 Cel·les de cobertura mòbil

- Fig. 1 Cel·les de cobertura mòbilUtilitza la infraestructura de la tecnologia mòbil LTE (estacions base).

## Versions de NB-IoT
Versions publicades fins 2016:
|                              | LTE Cat 1     | LTE Cat 0          | LTE Cat M1 (eMTC)  | LTE Cat NB1 (NB-IoT)                        |
| ---------------------------- | ------------- | ------------------ | ------------------ | ------------------------------------------- |
| Versions de 3GPP             | Versió 8      | Versió 12          | Versió 13          | Versió 13                                   |
| Màxima velocitat de baixada  | 10 Mbps       | 1 Mbps             | 1 Mbps             | 250 kbps                                    |
| Màxima velocitat de pujada   | 5 Mbps        | 1 Mbps             | 1 Mbps             | 250 kbps (multi-tone) 20 kbps (single-tone) |
| Latència                     | 50ms–100ms    | -                  | 10ms–15ms          | 1.6s–10s                                    |
| Nombre d'antenes             | 2             | 1                  | 1                  | 1                                           |
| Mode Duplex                  | Full Duplex   | Full o Half Duplex | Full o Half Duplex | Half Duplex                                 |
| Amplada de banda de recepció | 1.08 - 18 MHz | 1.08 - 18 MHz      | 1.08 MHz           | 180 kHz                                     |
| Cadenes de recepció          | 2 (MIMO)      | 1 (SISO)           | 1 (SISO)           | 1 (SISO)                                    |
| Potència de transmissió      | 23 dBm        | 23 dBm             | 20 / 23 dBm        | 20 / 23 dBm                                 |

## Comparativa tecnologies IoT sense fils
Comparant amb altres tecnologies sense fils d'IoT que no són de Banda Estreta: ZigBee, Thread, Z-Wave, Bluetooth LE, Wi-Fi:
Avantatges de NB-IoT:
- Indepedència d'instal·lació/configuració d'equips infraestructura com routers. Utilitza la infraestructura de la tecnologia mòbil LTE (estacions base).

Desavantatges de NB-IoT:
- Cost d'utilització al proveïdor del servei.

## Circuits Integrats per a implementar NB-IoT
Implementacions :
| Empesa     | Any  | Referència                |
| ---------- | ---- | ------------------------- |
| altair     | 2017 | ALT1250                   |
| sequans    | 2017 | Calliope                  |
| Qualcomm   | 2017 | MDM9206                   |
| ARM        | 2017 | ARM Cordio                |
| Quectel    | 2017 | LTE BC95 NB-IoT Module    |
| MediaTek   | 2018 | MT2625                    |
| Riot Micro | 2018 | RM1000                    |
| NordIC     | 2018 | nRF91                     |
| ZTE welink | 2018 | ME3612                    |
| fibocom    | 2018 | N700, M910-GL             |
| HiSilicon  | 2018 | Hi2115                    |
| CEIVA      | 2019 | CEVA-Dragonfly NB2 NB-IoT |